# ミナガワマンナ
ミナガワマンナは日本の競走馬。菊花賞に勝ち、種牡馬としてのシンザンに初の中央競馬クラシック勝利をもたらした。晩成の大器と呼ばれた。

## 経歴
デビュー前から期待され2戦目で初勝利、3戦目の水仙賞も連勝した。春のクラシックは皐月賞は5番人気だったが12着に惨敗、4歳中距離ステークスを勝って挑んだ東京優駿（日本ダービー）では先行するものの4角で一杯になり8着に敗れた。
続くラジオたんぱ賞で2着になりオープン入り、秋は3戦して5着、10着、9着といいところがなく14番人気で菊花賞に挑戦することになった。この年の菊花賞は春の二冠馬・カツトップエースが引退し、トライアル3冠馬のサンエイソロンが1番人気であった。菊花賞では前走で1.4秒も差をつけられたサンエイソロンを逆に4馬身ちぎる圧勝でシンザン産駒初のクラシック制覇を成し遂げた。また、鞍上の菅原泰夫はこの勝利でクラシック全5競走の勝利を成し遂げた（他の4競走は1975年にカブラヤオーとテスコガビーで制している）。
有馬記念ではアンバーシャダイの前に9着に敗れたが3走後のアルゼンチン共和国杯では2馬身半差で雪辱、その後は勝ち星に恵まれないものの重賞戦線で好走し、1年後のアルゼンチン共和国杯ではアンバーシャダイ、ホリスキーらの猛烈な追い込みをハナ差凌ぎ連覇を果たしている。引退レースのジューンステークスも勝った。
引退後は父と同じ谷川牧場で種牡馬入りし、アサヒジュピターなどのスピード馬を輩出した。
2007年9月11日、老衰のため、29歳で死亡。

## 生涯成績
- 25戦7勝（2億3705万600円）
- 1981年 
  - 1着 - 菊花賞
  - 2着 ‐ ラジオたんぱ賞
- 1982年
  - 1着 ‐ アルゼンチン共和国杯
- 1983年
  - 1着 - アルゼンチン共和国杯
  - 2着 - アメリカJCC、目黒記念
- 1984年
  - 1着 - ジューンステークス

### 主な勝ち鞍
- 1981年 菊花賞
- 1982年 アルゼンチン共和国杯
- 1983年 アルゼンチン共和国杯
- 1984年 ジューンステークスほか

## 代表産駒
- アサヒジュピター（アルゼンチン共和国杯3着、サンシャインステークス）
- アサヒパシィオン（府中3歳ステークス）
- アサヒマーキュリー（アサヒライジングの母）

など

## 血統表
| ミナガワマンナの血統（ボワルセル系（セントサイモン系） / トウルヌソル4×5=9.38%） | ミナガワマンナの血統（ボワルセル系（セントサイモン系） / トウルヌソル4×5=9.38%） | ミナガワマンナの血統（ボワルセル系（セントサイモン系） / トウルヌソル4×5=9.38%） | （血統表の出典）     | （血統表の出典） |
| 父 シンザン 1961 鹿毛                                                            | 父の父*ヒンドスタン Hindostan 1946 黒鹿毛                                        | Bois Roussel                                                                     | Vatout               | Vatout           |
| 父 シンザン 1961 鹿毛                                                            | 父の父*ヒンドスタン Hindostan 1946 黒鹿毛                                        | Bois Roussel                                                                     | Plucky Liege         |                  |
| 父 シンザン 1961 鹿毛                                                            | 父の父*ヒンドスタン Hindostan 1946 黒鹿毛                                        | Sonibai                                                                          | Solario              | Solario          |
| 父 シンザン 1961 鹿毛                                                            | 父の父*ヒンドスタン Hindostan 1946 黒鹿毛                                        | Sonibai                                                                          | Udaipur              |                  |
| 父 シンザン 1961 鹿毛                                                            | 父の母ハヤノボリ 1949 栗毛                                                       | ハヤタケ                                                                         | *セフト              | *セフト          |
| 父 シンザン 1961 鹿毛                                                            | 父の母ハヤノボリ 1949 栗毛                                                       | ハヤタケ                                                                         | 飛竜                 |                  |
| 父 シンザン 1961 鹿毛                                                            | 父の母ハヤノボリ 1949 栗毛                                                       | 第五バツカナムビユーチー                                                         | *トウルヌソル        | *トウルヌソル    |
| 父 シンザン 1961 鹿毛                                                            | 父の母ハヤノボリ 1949 栗毛                                                       | 第五バツカナムビユーチー                                                         | バツカナムビユーチー |                  |
| 母 ロングマンナ 1970 黒鹿毛                                                      | 母の父*ヴィミー Vimy 1952 鹿毛                                                   | Wild Risk                                                                        | Rialto               | Rialto           |
| 母 ロングマンナ 1970 黒鹿毛                                                      | 母の父*ヴィミー Vimy 1952 鹿毛                                                   | Wild Risk                                                                        | Wild Violet          |                  |
| 母 ロングマンナ 1970 黒鹿毛                                                      | 母の父*ヴィミー Vimy 1952 鹿毛                                                   | Mimi                                                                             | Black Devil          | Black Devil      |
| 母 ロングマンナ 1970 黒鹿毛                                                      | 母の父*ヴィミー Vimy 1952 鹿毛                                                   | Mimi                                                                             | Mignon               |                  |
| 母 ロングマンナ 1970 黒鹿毛                                                      | 母の母アサヒマンナ 1960 鹿毛                                                     | *ソロナウェー Solonaway                                                          | Solferino            | Solferino        |
| 母 ロングマンナ 1970 黒鹿毛                                                      | 母の母アサヒマンナ 1960 鹿毛                                                     | *ソロナウェー Solonaway                                                          | Anyway               |                  |
| 母 ロングマンナ 1970 黒鹿毛                                                      | 母の母アサヒマンナ 1960 鹿毛                                                     | ロングラン                                                                       | クモハタ             | クモハタ         |
| 母 ロングマンナ 1970 黒鹿毛                                                      | 母の母アサヒマンナ 1960 鹿毛                                                     | ロングラン                                                                       | 第四マンナ F-No.1    |                  |

- 5代母マンナ（競走馬名ロビンオー）は1932年の帝室御賞典勝ち馬。さらに牝系を遡ると、小岩井農場の基礎輸入牝馬の一頭であるフラストレートにたどり着く。